# 광학식 엔코더
광학식 엔코더는 로봇의 관절축을 위치제어하는 하는데 사용되는 핵심 로봇부품이다. 엔코더(Encoder)는 물리적인 환경으로부터 피드백을 제공하는 장치이다. 회전 운동이나 직선운동을 하는 물체의 위치와 속도 정보를 가지고 움직임을 카운터 또는 로봇 제어장치에서 읽을 수 있는 전기적인 신호로 출력하는 부품이다. 예를 들면 정밀 스테이지의 위치를 피드백하여 제어하는 데 필수적인 센서장치이다. 원리는 모터축과 직결된 디스크의 2열의 슬릿 원주를 배열하여 빛을 통과시켜 수광부에서 나오는 펄스신호를 카운트하는 방식이다. 광학식외의 엔코더로는 자기식 엔코더가 있다. 